# Mohombi
Mohombi Nzasi Moupondo (nascut el 17 d'octubre de 1986), conegut professionalment amb el nom de Mohombi, és un Cantant-Ballarí, Productor-Autor i Compositor de Pop. suec-Congolès. Mohombi és el primer fitxatge de 2101 Records (de RedOne), en una joint-venture amb Universal Music Group. Entre 2004 i 2008, Mohombi va formar part del grup suec de hip-hop Avalon amb el seu germà Djo Moupondo. Mohombi va llançar el seu primer single en solitari, "Bumpy Ride", l'agost de 2010. La cançó va esdevenir un èxit en molts països europeus, i després va llançar el seu primer àlbum, MoveMeant, el febrer de 2011.

## Biografia

### Inicis
Mohombi va néixer d'una mare sueca i d'un pare congolès, i té 14 germans. Criat al Congo, Mohombi i la seva família van escapar del país devastat per la guerra cap a Suècia l'any 1999, quan Mohombi tenia 14 anys. Va créixer a Kista, a prop d'Estocolm. Els seus pares el van exposar a diferents influències musicals des de la seva infantesa i Mohombi ràpidament va desenvolupar la seva passió per la música. Mohombi va estudiar a Rytmus Music High School a Estocolm i va fer el seu debut quan tenia 17 anys al xou Wild Side Story. Va seguir els seus estudis i va obtenir el seu bachelor en música i cançó al Conservatori de Música d'Estocolm. Parla suec, francès, anglès, suahili i lingala.
A Estocolm, Mohombi i el seu germà Djo Moupondo, un DJ local conegut amb el nom de DJ Djo, van formar el grup Avalon combinant el dancehall i el hip-hop actual amb les distintives arrels africanes. De 2004 a 2008 el grup va vendre més de mig milió de discos i va guanyar l'All African Kora Awards, un equivalent africà dels Grammy per la categoria Millor Grup - Diàspora Europa/Carib, mentre Mohombi va esdevenir un prolífic compositor per dret propi. El 2005, el grup Avalon va participar en el Melodifestivalen, el grup Avalon va al Certamen de la Cançó d'Eurovisió el 2005 a Linköping a Suècia amb la cançó bilingüe anglesa i francesa amb una introducció lingüística de Lingala anomenada "Big Up", el 2005 El Grup Avalon participa a Show Sthlm, un festival anual de música organitzat a Lava Kulturhuset.
El 2 de juny de 2007, van participar en Hoodsfredsfestivalen de Kista. El 2007, el grup Avalon va publicar l'àlbum Afro-Viking. El grup Avalon ha col·laborat amb artistes de composició com Bob Sinclar, Million Stylez, Mohamed Lamine i Silver Room, Alexander Papadimas i molts altres. En aquest punt, la música era només era un treball a temps parcial, i buscant més, Mohombi va dirigir-se a Los Angeles.
El 2011, Mohombi va aparèixer als premis anuals de vídeo i música realitzat a Atenes, Grècia, on va fer un duet amb Katerina Stikoudi, cantant "Coconut Tree (Κάνε Με Να Μείνω)" (Coconut Tree "Make Me Stay").

### 2010-11: MoveMeant
Mohombi va col·laborar amb el raper suec Lazee a la cançó "Do It", que va ser llançada a Suècia el 31 de maig de 2010. Va debutar com a número 9 a la Singles Chart de Suècia. A Los Angeles, Mohombi va introduir a través d'amics al productor RedOne, d'orígens suecs i marroquins. La cançó amb la qual va debutar Mohombi, "Bumpy Ride", és el primer llançament amb 2101 Records (de RedOne), una joint venture amb Universal. Va ser llançat als Estats Units el 24 d'agost de 2010. Mohombi va llançar "Miss Me" com a single debut al Regne Unit el 31 d'octubre de 2010. Hi col·labora el raper americà Nelly. El seu tercer single, anomenat "Dirty Situation", va ser llançat a Europa l'11 de novembre i hi col·labora el cantant de R&B Akon. "Dirty Situation" és realitzat a l'inici i després al mig del vídeo musical de "Miss Me". L'àlbum debut de Mohombi, MoveMeant, va ser llançat a Europa el dilluns, 28 de febrer de 2011 i es programà el seu llançament als Estats Units al final de 2011. Mohombi col·laborà a la cançó "Hula Hoop" de l'àlbum "Kinanda" de Stella Mwangi, llançat el 2011. Finalment, el quart single llançat va ser "Coconut Tree", on hi col·laborà Nicole Scherzinger.

### Universe
El 2014, Mohombi va decidir deixar Universal Music i signar amb el seu propi segell La Clique Music, i després va publicar l'àlbum Universe, el seu segon àlbum d'estudi.

### 2011-actualita
El 2 de setembre de 2011, Mohombi va llançar un altre single anomenat "Maraca" a l'iTunes a Suècia. Mohombi a més va gravar la cançó "Suave (Kiss Me)" amb Pitbull i Nayer. Va ser nominat pel millor artista suec als premis europeus de música a Belfast. This Must Be Pop el va incloure en la 7a posició del seu top 10 de 2012.
En 2014 Mohombi col·labora amb Shaggy en el títol  I Need Your Love , amb Costi i Faydee amb una gira internacional. El 2015 Mohombi participa en el Baddest Girl In Town. Amb Pitbull e amb Wisin. El 2016 Mohombi Partecipa al Picky Picky (remix) de Joey Montana, Amb Akon. El 2016, Mohombi va guanyar un premi Grammy per la seva participació en l'àlbum DALE de Pitbull.
El 2017, Mohombi va llançar #AfricaUnited, una plataforma d'artistes africans que té com a objectiu promocionar la música del continent arreu del món. Junt amb Diamond Platnumz, Franko, Lumino, actua a la cerimònia d'obertura de la Copa Africana de Nacions.
Al 2019, Mohombi col·labora amb Juan Magán, sobre el títol "Claro que si", en Amb Yasiris i Hyenas.
El 2019, Mohombi va participar en el Melodifestivalen 2019 amb la cançó "Hello", on va anar a la final.
El 2020, Mohombi participarà al Melodifestivalen 2020, amb la cançó "Guanyadors".
El 2020, Mohombi ha creat una aplicació de música en streaming anomenada Muska, que oferirà contingut local i internacional ", revela.
El desembre de 2022, Mohombi va anunciar la seva candidatura per a les eleccions presidencials de 2023 com a candidat independent..

## Premis i nominacions

### premia
- 2004: Kora Awards, l'equivalent africà del Premi Grammy al Millor Grup - Diaspora Europe / Caribbean.
- 2005: EUROVISION.
- 2005: Melodivestelen.
- 2015: Mohombi obté un Latin Italian Music Award per la seva participació en l'àlbum de DAF de Pitbull per al millor àlbum de ritme llatí de l'any.
- 2016: Mohombi obté un Billboard Latin Music Awards per la seva participació en l'àlbum de DAF de Pitbull per al millor àlbum de ritme llatí de l'any.
- 2016: Mohombi obté un Premi Grammy per la seva participació en l'àlbum DALE de Pitbull, en la categoria: Millor àlbum de l'any.
- 2017: Mohombi és nominat als grans premis d'Apple Music en la categoria: Millors Actes d'Actes Africans.
- 2018: Mohombi és nominat als Latin Grammy Awards com a compositor de l'àlbum de Vibras de J Balvin.
- 2019: Mohombi guanya un premi a Premi BMI 2019, a la categoria: Cançó de l'Any de l'Amèrica Contemporània per ser un compositor titulat "Mi Gente" de J Balvin.
- 2020: Mohombi guanya un premi BMI, a la categoria Cançó llatina contemporània de l'any, com a compositora al títol Dinero de Jennifer Lopez.

### cita
- 2004: nominats als premis Kora All African Music Award.
- 2011: Nominació als Grans Premis de Música per a Bumpy Ride.
- 2011: MTV Europe Music Awards nominats al millor cantant suec de l'any.

## Discografia

### Àlbums d'estudi
| MoveMeant                                                                                     | - Llançat: 28 de febrer de 2011 - Discogràfica: 2101, Interscope, Cherrytree, Island - Format: CD, descàrrega digital | 69 | 79 | 34 | 43 |
| "—" denota un títol que no s'ha inclòs a cap llista, o no va ser llançat en aquest territori. | |    |    |    |    |

### Singles
| Títol                                                                                         | Any  | Posició màxima a la llista | Posició màxima a la llista | Posició màxima a la llista | Posició màxima a la llista | Posició màxima a la llista | Posició màxima a la llista | Posició màxima a la llista | Posició màxima a la llista | Posició màxima a la llista | Posició màxima a la llista | Certificacions                 | Àlbum     |
| Títol                                                                                         | Any  | BEL                        | FRA                        | NLD                        | NOR                        | SLO                        | SWE                        | ESP                        | SWI                        | UK                         | CAN                        | Certificacions                 | Àlbum     |
| --------------------------------------------------------------------------------------------- | ---- | -------------------------- | -------------------------- | -------------------------- | -------------------------- | -------------------------- | -------------------------- | -------------------------- | -------------------------- | -------------------------- | -------------------------- | ------------------------------ | --------- |
| "Bumpy Ride"                                                                                  | 2010 | 7                          | 3                          | 1                          | 3                          | 3                          | 6                          | 17                         | 41                         | —                          | 32                         | - DEN: Gold - SWE: 2× Platinum | MoveMeant |
| "Miss Me" (featuring Nelly)                                                                   | 2010 | 123                        | —                          | —                          | —                          | —                          | —                          | —                          | —                          | 66                         | —                          |                                | MoveMeant |
| "Dirty Situation" (featuring Akon)                                                            | 2010 | 16                         | 40                         | —                          | —                          | 65                         | 54                         | —                          | —                          | —                          | —                          |                                | MoveMeant |
| "Coconut Tree" (featuring Nicole Scherzinger)                                                 | 2011 | 13                         | 75                         | —                          | 9                          | 32                         | 8                          | 16                         | —                          | —                          | 80                         | - SWE: Platinum                | MoveMeant |
| "Maraca"                                                                                      | 2011 | —                          | —                          | —                          | —                          | —                          | 14                         | —                          | —                          | —                          | —                          |                                | TBA       |
| "In Your Head"                                                                                | 2012 | TBA                        | TBA                        | TBA                        | TBA                        | TBA                        | TBA                        | TBA                        | TBA                        | TBA                        | TBA                        |                                | TBA       |
| "—" denota ítems que no s'han inclòs a cap llista, o no van ser llançats en aquest territori. |      |                            |                            |                            |                            |                            |                            |                            |                            |                            |                            |                                |           |

### Com a artista col·laborador
| Títol                                                                                         | Any  | Màxima posició a la llista | Màxima posició a la llista | Màxima posició a la llista | Màxima posició a la llista | Màxima posició a la llista | Màxima posició a la llista | Màxima posició a la llista | Màxima posició a la llista | Màxima posició a la llista | Màxima posició a la llista | Àlbum |
| Títol                                                                                         | Any  | BEL                        | DEN                        | FRA                        | NLD                        | NOR                        | SLO                        | SWE                        | SWI                        | UK                         | CAN                        | Àlbum |
| --------------------------------------------------------------------------------------------- | ---- | -------------------------- | -------------------------- | -------------------------- | -------------------------- | -------------------------- | -------------------------- | -------------------------- | -------------------------- | -------------------------- | -------------------------- | ----- |
| "Sexy" (Les Jumo featuring Mohombi)                                                           | 2011 | —                          | —                          | —                          | —                          | —                          | —                          | —                          | —                          | —                          | —                          | TBA   |
| "Suave (Kiss Me)" (Nayer featuring Mohombi and Pitbull)                                       | 2011 | —                          | —                          | 60                         | —                          | —                          | —                          | —                          | —                          | —                          | 34                         | TBA   |
| "Se Fue" (Arash featuring Mohombi)                                                            | —    | —                          | —                          | —                          | —                          | —                          | —                          | —                          | —                          | —                          | —                          |       |
| "—" denota ítems que no s'han inclòs a cap llista, o no van ser llançats en aquest territori. |      |                            |                            |                            |                            |                            |                            |                            |                            |                            |                            |       |

### Aparicions com a convidat
| Títol                       | Any                  | Àlbum                  | Artista                                                 |
| --------------------------- | -------------------- | ---------------------- | ------------------------------------------------------- |
| "Do It"                     | 2010                 |                        | Lazee                                                   |
| "Like A G6 (Red One Remix)" | 2010                 | Like A G6 The Remixes] | Far East Movement featuring Dev, The Cataracs i Mohombi |
| "She Owns the Night"        | 2010                 | Free Wired             | Far East Movement                                       |
| "Sanford & Son"             | Q: Soul Bossa Nostra | Quincy Jones           |                                                         |
| "Hula Hoop"                 | 2011                 | Kinanda                | Stella Mwangi                                           |